# Géométrie différentielle classique
On appelle géométrie différentielle classique l'étude des courbes ou des surfaces plongées dans un espace euclidien de dimension 2 ou 3. Elle constitue une grande partie de la géométrie différentielle dite extrinsèque, opposée au point de vue intrinsèque qui ne présume pas de l'existence d'une structure englobante de dimension supérieure à celle des objets d'étude.
Dans cette branche de la géométrie, on s'attache tout particulièrement à définir des quantités locales ou globales des courbes et des surfaces, indépendamment de la représentation paramétrique adoptée, et véritablement caractéristiques de la « forme » de l'objet d'étude. En émettant des hypothèses adéquates de régularité, on utilise le calcul différentiel pour définir ces caractéristiques.
Les quantités géométriques les plus classiques dans le domaine sont les notions de courbure et de torsion (pour les courbes), ainsi que les notions de courbure de Gauss et de courbure moyenne définies en chaque point d'une surface. Ces quantités sont dérivées du tenseur de courbure normale.